# Phenacephorus sepilokensis
Phenacephorus sepilokensis är en insektsart som beskrevs av Bragg 1994. Phenacephorus sepilokensis ingår i släktet Phenacephorus och familjen Phasmatidae. Inga underarter finns listade i Catalogue of Life.